# Trucco (Ventimiglia)
Trucco (U Trüccu in dialetto locale) è una frazione del comune di Ventimiglia. La frazione, la cui storia viene fatta risalire al XVII secolo, si trova a 6 km dal capoluogo comunale, sulla Strada statale 20.

## Storia
La prima menzione del centro è del 1655, ma il nome definitivo si attesta solo nel 1861, quando nella Carta topografica del Regno Sardo viene segnalata con il toponimo attuale. Nel catasto del 1655, invece, si registra l'esistenza di «una terra detta il Truco».

## Luoghi e Monumenti

### Architetture religiose
- Chiesa parrocchiale dei Santi Pietro e Paolo;
- Chiesetta di Sant'Antonio, con una fontanella e un forno.

### Rioni
- Nigi - Ciai - Baussi - Murinai